# أندريا جوارديني
أندريا جوارديني (بالإيطالية: Andrea Guardini) (و. 1989  م) هو دراج على المضمار، ودراج إيطالي، شارك في طواف إسبانيا، وطواف إسبانيا 2014، مركز لعبه هو عداء دراجات ‏.

## سجل الفوز

### سباقات أو مراحل فاز بها
| التاريخ        | السباق                           | المركز                  |
| -------------- | -------------------------------- | ----------------------- |
| 01 يناير 2012  | طواف آسيا للدراجات 2011-12       | المركز الثالث           |
| 12 أبريل 2012  | جائزة دينين الكبرى 2012          | المركز الثالث           |
| 06 سبتمبر 2012 | 2012 Izegem Koers                | الفائز في التصنيف العام |
| 03 أبريل 2013  | شيلدبرايش 2013                   | الرابع في التصنيف العام |
| 10 أغسطس 2014  | طواف الدنمارك 2014               | الثالث في تصنيف النقاط  |
| 22 فبراير 2015 | طواف عمان 2015                   | الفائز في ترتيب النقاط  |
| 17 مايو 2015   | Tour de Picardie 2015            | المركز الثاني           |
| 11 أكتوبر 2015 | طواف أبو ظبي 2015                | الثاني في تصنيف النقاط  |
| 02 مارس 2016   | طواف لانكاوي 2016                | الفائز في ترتيب النقاط  |
| 25 مارس 2018   | طواف لانكاوي 2018                | الفائز في ترتيب النقاط  |
| 12 أغسطس 2018  | جولة ركوب الدراجات التشيكية 2018 | التاسع في تصنيف النقاط  |
| 06 مارس 2019   | تروفيج أوماغ 2019                | المركز الثاني           |
| 07 أغسطس 2021  | طواف زيكليرلاند 2021             | المركز الثالث           |

## روابط خارجية
- أندريا جوارديني على موقع الاتحاد الدولي للدراجات (الإنجليزية)
- أندريا جوارديني على موقع أرشيف الدراجات (الإنجليزية)
- أندريا جوارديني على موقع إحصائيات الدراجات الإحترافية (الإنجليزية)
- أندريا جوارديني على موقع نسبة الدراجات (الإنجليزية)
- أندريا جوارديني على موقع CycleBase (الإنجليزية)